# Poecilanthe parviflora

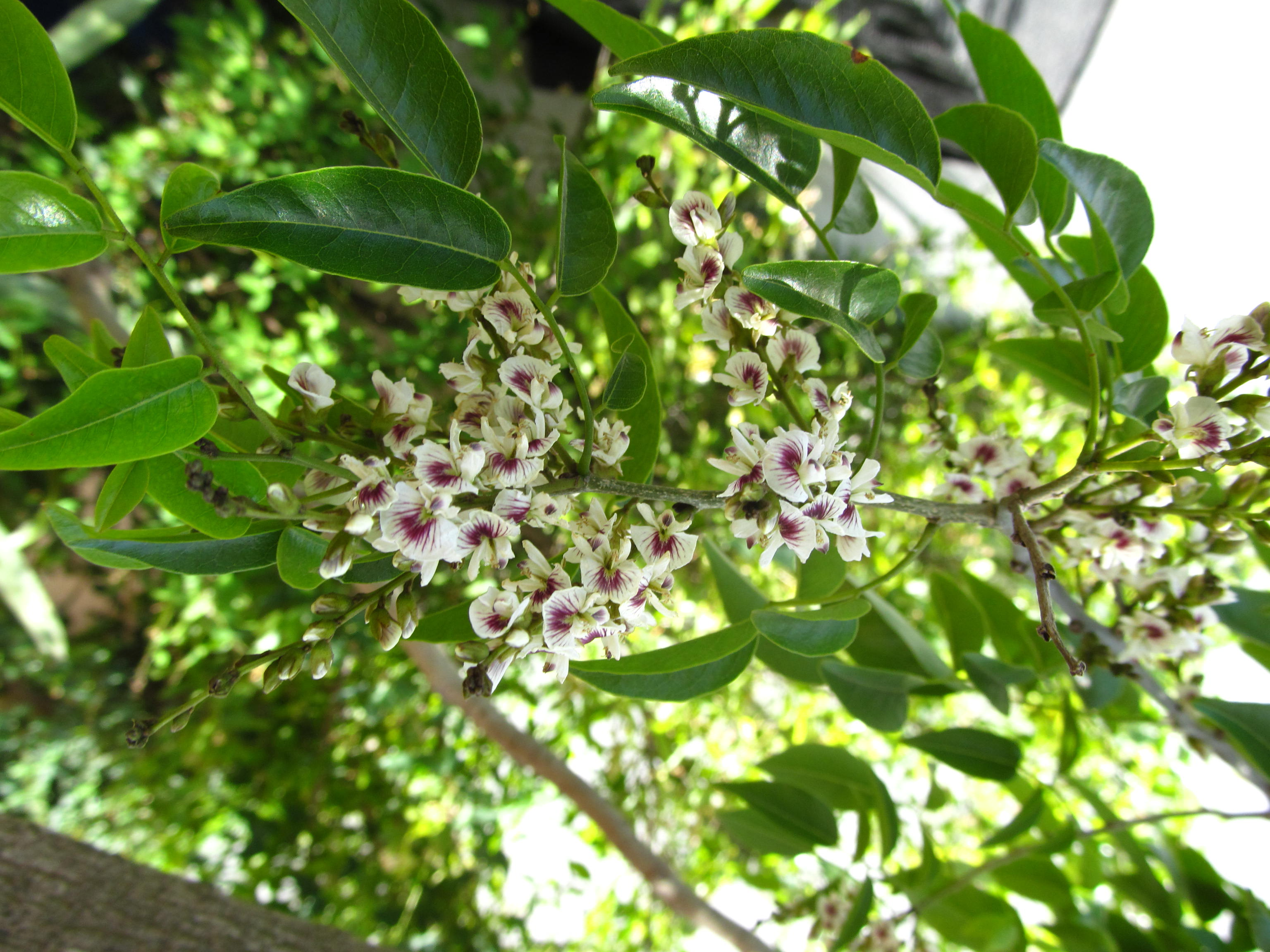
Blütenstand

Poecilanthe parviflora ist eine Baumart aus der Familie Hülsenfrüchtler in der Unterfamilie der Schmetterlingsblütler.

## Beschreibung

### Vegetative Merkmale
Der immergrüne Baum kann bis über 15 Meter hoch werden. Der Stammdurchmesser erreicht über 60 Zentimeter. Die Borke ist gräulich bis braun-grau und im Alter schuppig.
Die wechselständigen und, oft wechselnd, unpaarig gefiederten Laubblätter sind gestielt mit bis zu 7 Blättchen. Die kurz gestielten, abgerundet spitzen bis zugespitzten oder stumpfen, kahlen, ledrigen, bis zu 7 Zentimeter langen Blättchen sind eiförmig bis elliptisch. Die Basis ist abgerundet bis spitz. Die kleinen Nebenblätter fallen nach Entfaltung der Spreite ab (abfallend, deciduous).

### Generative Merkmale
Es werden achselständige, kurze und traubige Blütenstände gebildet. Die gestielten, zwittrigen Schmetterlingsblüten sind weiß mit pupurnem Zentrum. Die 10 Staubblätter sind verwachsen mit alternierend dimorphen Antheren und der kurz gestielte, längliche Fruchtknoten ist behaart mit kurzem Griffel und winziger Narbe.
Es werden kleine und flache, elliptische bis rundliche, ein- bis zweisamige, etwa 2,5–4 Zentimeter große Hülsenfrüchte gebildet. Die flachen Samen sind rundlich bis leicht nierenförmig.

## Verbreitung und Lebensraum
Die Art kommt im nordöstlichen Argentinien, Uruguay, Bolivien, in Paraguay und im südlichen und südöstlichen Brasilien in Paraná, Rio Grande do Sul, Santa Catarina und São Paulo, Rio de Janeiro, Espírito Santo, Minas Gerais vor. Der Baum wächst dort in Mata Atlântica (Atlantischer Regenwald) und im Galeriewald.

## Taxonomie
Poecilanthe parviflora wurde 1860 von George Bentham erstbeschrieben. Ein Synonym ist Poecilanthe parviflora var. floribunda Hassl. Die Beschreibung der Varietät Peocilanthe poarviflora var. floriunda durch  Emil Hassler (1864–1937) basierte auf einer unterschiedlichen Anzahl der Fiederblätter (3 Blättchen, im Gegensatz zu 5 bis 7 Blättchen bei dem Typus). Allerdings findet sich eine Mischung aller Blattarten an einer Pflanze.

## Verwendung
Das schwere Holz ist beständig. Poecilanthe parviflora wird als Ziergehölz verwendet.